# Острув (Тарнівський повіт)
Острув (пол. Ostrów) — село в Польщі, у гміні Вешхославиці Тарнівського повіту Малопольського воєводства.
Населення — 538 осіб (2011).
У 1975-1998 роках село належало до Тарнівського воєводства.

## Демографія
Демографічна структура станом на 31 березня 2011 року:
|          | Загалом | Допрацездатний вік | Працездатний вік | Постпрацездатний вік |
| -------- | ------- | ------------------ | ---------------- | -------------------- |
| Чоловіки | 258     | 55                 | 169              | 34                   |
| Жінки    | 280     | 65                 | 152              | 63                   |
| Разом    | 538     | 120                | 321              | 97                   |